# Аманн, Иоганн
Иоганн Аманн (нем. Johann Nepomuk Amann; 19 мая 1765 года, Гутенбург — 28 ноября 1834 года, там же) — австрийско-немецкий архитектор, работавший преимущественно в Вене.
Уроженец герцогства баденского. В 1789 поступил в венскую академию, в 1793 году отправлен в Рим, где был принят в члены академии св. Луки; по возвращении в отечество приглашён в Вену.
Постройка придворной церкви (Kirche am Hof, 1799), театра, большого рынка и план общего украшения Вены доставили архитектору репутацию искусного и талантливого строителя и звание придворного архитектора по смерти Проше (1803).
Дальнейшие работы:
- возведение театра в Пеште (1808—1812),
- реконструкция колокольни собора св. Стефана в Вене (1810—1813),
- сооружение нового придворного театра,
- ремонт Шёнбруннского дворца, сооружение дворцового водопровода, «англизация» сада (1817—1819), причём зодчий искусно воспользовался местностью для достижения полного эффекта.

Работал также над саркофагом императрицы Марии-Людовики и мавзолеем Альксингера.